# Inanna Sarkis
Inanna Sarkis, née le 15 mai 1993 à Hamilton (Ontario), est une actrice canadienne. En 2021, elle est à l'affiche de Seance, aux côtés de Suki Waterhouse.

## Vie privée
Inanna Sarkis est en couple avec l'acteur et mannequin Matthew Noszka. Le 20 septembre, ils ont annoncé la naissance de leur fille, Nova, née le 12 septembre 2020 à Los Angeles.

## Filmographie

### Cinéma
- 2016 : Un tueur parmi nous
- 2017 : Boo! 2 l'Halloween de Folie de Tyler Perry : Gabriella
- 2019 : After : Molly
- 2020 : Deported : Sarah
- 2020 : After: Chapitre 2 : Molly
- 2021 : Seance : Alice[1]
- 2025 : Marked Men : Jordynn

### Télévision
- 2000 : Fais-moi peur! : Kayla
- 2002 : Le loup-garou du campus : Lacey
- 2012 : Rookie Blue : Détective
- 2017 : WWE: Mae Young Classic Women Tournament : elle-même
- 2019 : Tales : Gina
- 2019 : College : Enaas
- 2020 : Brews Brothers : Becky
- 2020 : The Left Right Game : Lilith
- 2020-2021 : Trish & Scott : Trish

### Podcast
- 2020 : The Left Right Game : Lilith
- 2022 : Zaya : Zaya (6 épisodes)